# Chernes amoenus
Chernes amoenus är en spindeldjursart som först beskrevs av Clarence Clayton Hoff 1963.  Chernes amoenus ingår i släktet Chernes och familjen blindklokrypare. Inga underarter finns listade i Catalogue of Life.